# Quatzenheim
Quatzenheim är en kommun i departementet Bas-Rhin i regionen Grand Est (tidigare regionen Alsace) i nordöstra Frankrike. Kommunen ligger i kantonen Truchtersheim som tillhör arrondissementet Strasbourg-Campagne. År 2022 hade Quatzenheim 755 invånare.

## Befolkningsutveckling
Antalet invånare i kommunen Quatzenheim
| Referens: INSEE |